# La carica delle mille frecce
La carica delle mille frecce (Pawnee) è un film del 1957 diretto da George Waggner.
È un film western statunitense con protagonisti George Montgomery, Bill Williams e Lola Albright.

## Produzione
Il film, diretto da George Waggner su una sceneggiatura dello stesso Waggner e di Louis Vittes e Endre Bohem, fu prodotto da Jack J. Gross e Philip N. Krasne per la Gross-Krasne Productions e la Hilber Productions e girato, tra le altre location, nei California Studios e nel Silver Lake Ranch a Corona, in California, dal 10 settembre al primi di ottobre 1956. Per le scene di battaglia con gli indiani furono utilizzate diverse sequenze d'archivio.

## Distribuzione
Il film fu distribuito con il titolo Pawnee negli Stati Uniti dal 7 settembre 1957 al cinema dalla Republic Pictures.
Altre distribuzioni:
- in Danimarca il 2 luglio 1958 (Den store høvding)
- in Germania Ovest il 12 settembre 1958 (Die Attacke am Rio Morte)
- in Svezia il 13 ottobre 1958 (Pawnee - den store hövdingen)
- in Austria nel novembre del 1958 (Die Attacke am Rio Morte)
- in Finlandia il 29 maggio 1959 (Valkoinen nuoli)
- in Francia il 13 aprile 1960 (L'indien blanc)
- in Brasile (Ataque Sanguinário)
- in Spagna (La tribu de los Pawnee)
- nel Regno Unito (Pale Arrow)
- in Grecia (Skapaneis tis doxas)
- in Italia (La carica delle mille frecce)